# Kanton La Motte-Chalancon
Kanton La Motte-Chalancon (fr. Canton de La Motte-Chalancon) je francouzský kanton v departementu Drôme v regionu Rhône-Alpes. Skládá se ze 13 obcí.

## Obce kantonu
- Arnayon
- Bellegarde-en-Diois
- Brette
- Chalancon
- Establet
- Gumiane
- La Motte-Chalancon
- Pradelle
- Rochefourchat
- Rottier
- Saint-Dizier-en-Diois
- Saint-Nazaire-le-Désert
- Volvent